# Зеленяк Тарас Тадейович
Тара́с Таде́йович Зеленя́к  (6 лютого 1970, Новосибірськ) — користувач Інтернету, українець за походженням. Він став першим, кого в Росії притягнули до кримінальної відповідальності за висловлювання на Інтернет-форумі.
16 липня 2007 року суд Совєтського району Новосибірська оштрафував Тараса Зеленяка на 130 тисяч рублів (еквівалент 4,5 тисячі доларів США).
Народився і виріс у Новосибірську, син Зеленяка Тадея Івановича. В Україні ніколи не бував.
За офіційною версію, на Зеленяка ФСБ вийшло після звернення його провайдера, який незаконно слідкував за його листуванням в Інтернеті.
Тараса Зеленяка звинувачують у розпалюванні міжнаціональної ворожнечі, через те, що він,  на думку прокуратури, вживав на Інтернет-форумі сайту proUA (phorum.proua.com) під ніком novosib образливі висловлювання на адресу росіян, у тому числі слова москаль та кацап.
На думку багатьох оглядачів ( [Архівовано 27 вересня 2007 у Wayback Machine.], ), випадок Тараса Зеленяка є фактом порушення прав людини в Російській Федерації, зокрема права на недоторканність приватного життя, права на таємницю листування, права на свободу переконань, права на свободу отримання і поширення інформації. На їхню думку, переслідування Тараса Зеленяка є спробою російської державної машини поставити під контроль вільний простір Інтернету – як це зроблено в Китаї, Ірані та деяких інших країнах що розвиваються.